# Vindeby Sogn
Vindeby Sogn var et sogn i Lolland Vestre Provsti (Lolland-Falsters Stift). Det blev 29. november 2020 lagt sammen med Købelev Sogn til Købelev-Vindeby Sogn.
I 1800-tallet var Vindeby Sogn et selvstændigt pastorat. Det hørte til Lollands Nørre Herred i Maribo Amt. Vindeby sognekommune blev ved kommunalreformen i 1970 indlemmet i Ravnsborg Kommune, der ved strukturreformen i 2007 indgik i Lolland Kommune.
I Vindeby Sogn lå Vindeby Kirke.
I sognet findes følgende autoriserede stednavne:
- Frederiksminde (landbrugsejendom)
- Onsevig (bebyggelse, vandareal)
- Sejerlund (landbrugsejendom)
- Skredtorpe (bebyggelse, ejerlav)
- Vindeby (bebyggelse, ejerlav)
- Vindeby Hede (bebyggelse)
- Vindebygård (landbrugsejendom)
- Vindebyskov (bebyggelse)